# Animal I Have Become (пісня Three Days Grace)
«Animal I Have Become» (англ. Звір, яким я став) — перший сингл другого студійного альбому канадського рок-гурту Three Days Grace — «One-X». В США пісня вийшла 18 квітня 2006. Сингл посів 60 місце на «Billboard's» Hot 100 та 1 місця на Alternative Songs та Hot Mainstream Rock Tracks.

## Список пісень
| Стандартний сингл | Стандартний сингл      | Стандартний сингл       | Стандартний сингл |
| #                 | Назва                  | Автор                   | Тривалість        |
| ----------------- | ---------------------- | ----------------------- | ----------------- |
| 1.                | «Animal I Have Become» | Баррі Сток, Адам Гонтьє | 3:51              |
| 3:51              |                        |                         |                   |

## Чарти
| Чарт (2006)                               | Місце |
| ----------------------------------------- | ----- |
| U.S. Billboard Hot 100                    | 60    |
| U.S. Billboard Alternative Songs          | 1     |
| U.S. Billboard Hot Mainstream Rock Tracks | 1     |
| Canada (Canadian Rock Songs)              | 3     |

## Продажі
| Регіон        | Сертифікація (таблиця продажів та сертифікатів) |
| ------------- | ----------------------------------------------- |
| Канада (CRIA) | Золото (+40 000 копій)                          |
| США (RIAA)    | Золото (+500 000 копій)                         |